# Whenever, Wherever
"Whenever, Wherever" é uma canção da artista musical colombiana Shakira, para o seu quinto álbum de estúdio e primeiro no idioma inglês, Laundry Service. Foi lançado em 2001 pela Epic Records como single principal do álbum. A música foi escrita e produzida por Shakira e Tim Mitchell, com composições adicionais de Gloria Estefan. "Whenever, Wherever", é uma mistura de andina e worldbeat, que possui forte influencia da música latina. Uma versão em espanhol da canção, intitulada "Suerte" ("Sorte"), discute de forma lúdica qual a chance de Shakira ter encontrado seu parceiro amoroso.
Após o seu lançamento, "Whenever, Wherever" recebeu críticas em sua maioria favoráveis dos críticos de música, que elogiou sua produção. A música tornou-se seu hit inovador nos Estados Unidos, atingindo o número seis no Billboard Hot 100. Ao fazê-lo, tornou-se seu single mais bem sucedido no país, embora tenha sido superado depois que "Hips Don't Lie" atingiu o pico de número um na parada em 2006. A faixa entrou nas paradas de vinte e nove países, inclusive em sua terra natal a Colômbia e na maior parte da América Latina, Espanha, Europa e Oceania. É reconhecido como uma das canções de assinatura de Shakira.

## Antecedentes
Após o lançamento de seu quarto álbum, Dónde Están los Ladrones? em 1998, que conseguiu um grande sucesso, Shakira lançou seu primeiro álbum ao vivo MTV Unplugged, em 2000. No entanto, Shakira queria entrar nos Estados Unidos e no mundo com músicas em inglês. Shakira disse: "Antes de assumir este grande desafio de escrever pela primeira vez em inglês e fazer meu primeiro álbum em inglês e apresentá-lo ao mundo ... claro que estava me sentindo pronta para isso, um pouco assustada ... realmente muito assustada. Eu sabia que poderia fazê-lo e meus instintos sempre me disseram para seguir em frente e se jogar na água." Então, "Whenever, Wherever" foi lançado como seu single de estreia, em 27 de setembro de 2001. Ao mesmo tempo, ela também lançou a versão em espanhol da faixa, intitulada "Suerte", que significa "Sorte", para os mercados espanhóis.

## Composição
"Whenever, Wherever" foi escrito e produzido por Shakira e Tim Mitchell, com créditos adicionais de co-escrita da cantora cubana Gloria Estefan. Sonicamente, a música é uma mistura de música andina e worldbeat com instrumentos latinos distintivos como a charanga e quena "Whenever Wherever" é composto na nota de Dó sustenido menor. A música é fortemente influenciada pela música latina e inclui o charango e flauta de pã em sua instrumentação.
Liricamente, "Whenever, Wherever" fala sobre o destino e como ele tem desempenhado um papel importante no namoro de Shakira. Começa com um violão, semelhante ao riff de quatro notas de "Shine On, You Crazy Diamond" de Pink Floyd, levando à melodia explosiva. Então, Shakira fala que ela seguiria seu namorado para o topo da montanha mais alta, arriscando a vida e os órgãos para ficar com ele. No pré-refrão, ela canta, "le ro lo le lo le, Le ro lo lo lo le's". No refrão, ela canta: "Sempre que quer que seja / Nós devemos estar juntos / Eu estarei lá e você estará perto / E esse é o negócio meu querido."

## Recepção da critica
"Whenever Wherever" recebeu críticas em sua maioria favoráveis dos críticos de música. Alex Henderson, da AllMusic, escolheu a canção como um destaque, escrevendo que ela é "infectante" e "é para Shakira o que Livin' la Vida Loca foi para Ricky Martin: o seu maior sucesso que a levou ao público de língua inglesa de uma maneira grande." Lisa Oliver do Yahoo! Music chamou-a de "a melhor faixa do álbum por milhas", escrevendo isso: "Apesar de letras parecidas com o bom-humor como " sorte que meus seios são pequenos e humildes, então você não confunde com as montanhas", ela ainda consegue fazer você se sentir e gosta das calças de fibras sintéticas que a cantora no videoclipe." A frase foi elogiada por Alexis Petridis, do The Guardian, que a chamou de "a letra mais inspiradora dos últimos tempos". O site Bland Is Out There Também apreciou a faixa, escrevendo: "é o casal mais inteligente e autoconfiante que bateu no rádio durante muito tempo". A revisão também escreveu que a versão espanhola, "Suerte", era muito superior, explicando, "Em inglês, os vocais de Shakira são respiratórios e nasais. Mas em sua língua nativa, ela está comandando e mais solta". Para David Browne do Entertainment Weekly, a música tem um "gancho de pop latino sem vergonha".

## Performance comercial
"Whenever, Wherever" foi o single mais bem-sucedido de Shakira, até "Hips Don't Lie", foi lançado em 2006. Nos Estados Unidos, "Whenever, Wherever" estreou no número 76 no Billboard Hot 100, alcançou o número seis. Ao fazê-lo, tornou-se seu primeiro single top-dez na parada. Além disso, a faixa alcançou os números um, três e quatro no ranking da Billboard Hot Latin Tracks, Latin Pop Airplay, Hot Dance Club Play e Top 40 Tracks. No Canadá, a música alcançou o número 4. Na Austrália, a música estreou no número um, em 10 de fevereiro de 2002, permanecendo no topo por seis semanas. Na Nova Zelândia, a música estreou no número 39 no gráfico RIANZ, em 20 de janeiro de 2002, enquanto atingiu o número um em sua quarta semana. Ela passou 8 semanas não consecutivas no topo, tornando-se seu single mais famoso.
Na Europa, "Whenever, Wherever" se tornou um grande sucesso, liderando as paradas de mais de quinze países, estabelecendo rapidamente a presença de Shakira no mainstream europeu. No Reino Unido, a música tornou-se o primeiro hit de Shakira no UK Singles Chart, atingindo o número dois por duas semanas consecutivas e finalmente, passou dez semanas nos dez melhores do gráfico, além de dezenove semanas no top 75. A música atualmente é a sétima canção de best-seller de uma artista feminina no século XXI no Reino Unido. É também o vigésimo oitavo single mais vendido da década de 2000 no Reino Unido. Na Áustria, a música permaneceu no topo por sete semanas, enquanto na França, permaneceu por quatro semanas. Na Itália, a música estreou no número um, ficando no topo por mais uma semana. Mais tarde, caiu para o número 4, subiu para o número 2 e chegou ao topo novamente. Mais tarde, caiu para o número 2 e alcançou o topo mais uma vez. Mais tarde, a música caiu para o número 2 e subiu ao número um, onde permaneceu por mais duas semanas, passando sete semanas não consecutivas no topo e se tornando o single mais vendido de 2002. Na Suíça, a música estreou no número nove no quadro de singles, e na semana seguinte, atingiu a posição número um, onde permaneceu durante um total de dezessete semanas consecutivas, tornando-se a canção mais bem sucedida do segundo grau da década em aquele país. Abrindo os gráficos por 17 semanas, ele também estabeleceu um recorde, por ter o maior tempo no primeiro lugar do país. Em fevereiro de 2014, "Whenever, Wherever", entrou no UK Singles Chart, novamente no número 99.
A versão em espanhol da música, "Suerte" ou "Luck", também escrita por Shakira e Mitchell, foi lançada como single na Espanha, no México, bem como em alguns países da América do Sul. Na Billboard's Hot Latin Tracks, se tornou um grande sucesso, atingindo o número um na parada, durante sete semanas não consecutivas e permaneceu dentro dos dez melhores da parada, por mais de quatro meses. Ele também liderou as paradas, em quase todos os países de língua espanhola onde foi lançado.

## Videoclipe

Shakira depois que ela sobe do oceano no videoclipe de "Whenever, Wherever".

O videoclipe foi dirigido por Francis Lawrence em frente a uma tela verde, e apresenta Shakira cercada pelas belezas naturais da terra. Começa com a cantora submersa no oceano, antes de saltar sobre as rochas circundantes e observar uma paisagem de montanhas; Ela então prossegue caminhando descalça no deserto, onde logo ela é vista dançando em meio a uma rota de cavalos. Shakira se ajoelha em uma lama rasa e começa a atravessá-la. À medida que o vídeo aproxima de sua conclusão, ela está no topo de uma montanha nevada antes de pular, caindo na água e submergindo-se mais uma vez, à medida que o vídeo entra em círculo.
O clipe tornou-se um sucesso instantâneo em vários programas de videoclipes. Tornou-se o primeiro vídeo de Shakira a entrar no Total Request Live da MTV e alcançou o número um por uma única semana no programa CountModic da MuchMusic. Ganhou o Grammy Latino de 2002 por "Melhor Vídeo de Música de Forma Curta". Existem 2 vídeos remixados como Tracy Young Spin Cycle Mix e Tracy Young Tribal Mix.

## Presença em "O Clone Internacional" Brasil (2001)
O single foi incluído na trilha sonora internacional da novela "O Clone", escrita por Gloria Perez e exibida entre 2001/2002 pela TV Globo. Na trama a canção foi tema da personagem "Karla", interpretada por Juliana Paes.

## Outras versões e apresentações ao vivo

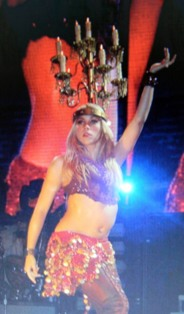
Shakira performando o single "Whenever, Wherever" durante a Tour of the Mongoose.

Shakira gravou uma versão ao vivo de "Whenever, Wherever", que foi usada para apresentações de televisão, tanto para as versões inglesa e espanhola da música. Foi chamado de "Edição de TV". Ela cantou a versão original do CD apenas uma vez, no Radio Music Awards de 2001, onde tocou a música pela primeira vez. Um remix da música foi incluído no re-lançamento do Laundry Service, Laundry Service: Washed & Dried. Este foi intitulado "Sahara Mix" e foi completamente mudado da versão original, em vez de ter uma forte sensação do sons do Oriente Médio. Para sua turnê mundial, a Tour of the Mongoose, Shakira levou os tambores que começaram a "Sahara Mix" e os incorporou em uma introdução para a versão original de "Whenever, Wherever / Suerte", que estendia a quantidade de tempo que Shakira precisava interagir com o público. Ela também incluiu a mesma introdução para "Whenever, Wherever / Suerte" para sua segunda turnê mundial, a Oral Fixation Tour. No entanto, para esta turnê, ela dançou na bateria com uma corda, ao contrário de dançar com um candelabro na cabeça, como fez durante a Tour do Mongoose. Para promover o DVD Live & off the Record, Shakira usou a música como um segundo single, editando a versão original ao vivo para uma versão de edição de rádio e versão de edição de vídeo, que foi incluída na promoção "Poem to a Horse". Durante a The Sun Comes Out World Tour, Shakira deu a música um som mais rock-oriental, misturou-o com uma regravação de "Unbelievable" da banda inglesa da EMF e trouxe um público feminino selecionado da plateia no palco, para uma curta aula de dança.Na El Dorado World Tour, ela utiliza a introdução antiga, dançando com uma máscara atrás do cabelo.

## Faixas e formatos
| - Single japonês (EICP 53) 1. Whenever Wherever 3:17 2. Objection (Tango) 3:43 - Single europeu (671913 3) 1. Whenever Wherever 3:16 2. Suerte 3:14 - Suerte single europeu (671913 9) 1. Suerte (Whenever, Wherever) 3:14 2. Whenever, Wherever 3:16 - Austrália (672196 2) 1. Whenever Wherever 3:16 2. Suerte (Whenever Whenever) 3:14 3. Whenever Wherever (Edição de TV) 3:39 4. Inevitable 3:13 - Europa (671913 8) 1. Whenever Wherever – Versão do Álbum 3:16 2. Whenever Wherever TV Edit 3:39 3. Suerte – Versão do Álbum 3:14 4. Suerte TV Edit 3:38 - Europa CD Maxi single (EPC 671913 2) 1. Whenever Wherever 3:16 2. Suerte 3:14 3. Estoy Aqui 3:55 4. Tú 3:36 - Europa 4 faixas WW (672426 2) 1. Whenever Wherever 3:16 2. Suerte (Whenever Wherever) 3:14 3. Whenever Wherever – Tracy Young's Spin Cycle Mix 7:03 4. Whenever Wherever – Video - WW/Suerte Europe (671913 7) 1. Whenever, Wherever (Edição de TV) 3:39 2. Suerte (Whenever, Wherever) 3:14 3. Estoy Aqui 3:52 4. Tú 3:36 5. Whenever Wherever (Tracy Young's Spin Cycle Mix) 7:03 6. Whenever Wherever (Dark Side Of The Moon Mix) 7:45 - Promo britânico (HPCD 2617 /XPCD 2617); USA promo (ESK 16691) 1. Whenever Wherever 3:16 - Promo da Austrália (SAMP 2414); Promo do Brasil (900051/2-502605); Promo da Europa (SAMPCS 10588) 1. Whenever Wherever 3:16 2. Suerte 3:14 | - Promo da Europa (SAMPCS 12236) 1. Whenever, Wherever – Sahara Mix 3:56 2. Whenever, Wherever – Hammad Belly Dance Mix 3:45 - Suerte Argentina promo (DEP 707); Suerte México promo (PRCD 98424) 1. Suerte (Whenever, Wherever) 3:14 2. Whenever, Wherever 3:16 - Promoção épica de 1 faixa do Reino Unido (CDR ACETATE) 1. Whenever Wherever - Promoção épica de 1 faixa dos EUA (CDR ACETATE) 1. Whenever Wherever – Tracy Young Tribal Mix 9:40 2. Whenever Wherever – Tracy Young Tribal Mix Radio Edit 3:15 - Austrália (CDR ACETATE) 1. Tracy Young’s Spin Cycle Mix 7:02 2. Acapella 121 BPM 3:36 3. Tee’s Blue Dub – New Version 7:37 4. The Dark Side Of The Moon Mix 8:14 - Vinil Europa 12" (671913 6) 1. Whenever, Wherever 3:16 2. Whenever, Wherever – Tracy Young's Spin Cycle Mix 7:03 3. Whenever, Wherever – A Cappella 121 Bpm 3:37 4. Whenever, Wherever – Tee's Blue Dub New Version 7:37 5. Whenever, Wherever – The Dark Side Of The Moon Mix 7:45 - EUA 7" (ZSS79642B)(34-79642) 1. Whenever Wherever 2. Suerte (Whenever Whenever) - Jukebox México 7" vinil (670037) 1. Suerte (Whenever, Wherever) 3:14 2. Te Aviso Te Anuncio (Tango) 3:47 - WW Europa 12" (SAMPMS 12235-0122356000) 1. Whenever, Wherever – Sahara Mix 3:56 2. Whenever, Wherever – Hammad Belly Dance Mix 3:45 - EUA 4-faixas 12" (EAS-16691-S1) 1. Whenever Wherever – Tracy Young's Spin Cycle Mix 2. Whenever Wherever – A Cappella 121 BPM 3. Whenever Wherever – Tee's Blue Dub 4. Whenever Wherever – The Dark Side Of The Moon Mix - Cassette (672426 4) 1. Whenever, Wherever (Versão do Álbum) 3:16 2. Suerte (Versão do Álbum) 3:14 3. Whenever, Wherever (The dark side of the moon mix) 7:45 |

## Desempenho nas tabelas musicais
| Chart (2001/02)                                                       | Maior posição |
| --------------------------------------------------------------------- | ------------- |
| O campo songid é OBRIGATÓRIO PARA PARADA ALEMÃ                        | 1             |
| Austrália (ARIA)                                                      | 1             |
| Áustria (Ö3 Austria Top 75)                                           | 1             |
| Bélgica (Ultratop 50 de Flandres)                                     | 1             |
| Bélgica (Ultratop 50 da Valônia)                                      | 1             |
| Canadá (Canadian Hot 100)                                             | 4             |
| Dinamarca (Hitlisten)                                                 | 1             |
| Espanha (PROMUSICAE)                                                  | 1             |
| Estados Unidos (Billboard Adult Top 40)                               | 32            |
| Estados Unidos (Billboard Hot 100)                                    | 6             |
| Estados Unidos (Billboard Hot Latin Songs) Versão espanhola: "Suerte" | 1             |
| Estados Unidos (Billboard Dance Club Songs)                           | 3             |
| Estados Unidos (Billboard Mainstream Top 40)                          | 4             |
| Estados Unidos (Billboard Rhythmic)                                   | 27            |
| Europa (Billboard European Hot 100 Singles)                           | 1             |
| Finlândia (Suomen virallinen lista)                                   | 1             |
| França (SNEP)                                                         | 1             |
| Grécia (IFPI Greece)                                                  | 1             |
| Hungria (Rádiós Top 40)                                               | 1             |
| Irlanda (IRMA)                                                        | 1             |
| Itália (FIMI)                                                         | 1             |
| Japão (Japan Hot 100)                                                 | 8             |
| Noruega (VG-lista)                                                    | 1             |
| Nova Zelândia (Recorded Music NZ)                                     | 1             |
| Países Baixos (Single Top 100)                                        | 1             |
| Polônia (Polish Singles Chart)                                        | 1             |
| Portugal (Billboard)                                                  | 1             |
| Reino Unido (UK Singles Chart)                                        | 2             |
| Romênia (Romanian Top 100)                                            | 1             |
| Suécia (Sverigetopplistan)                                            | 1             |
| Suíça (Schweizer Hitparade)                                           | 1             |

| Chart (2002)                                | Maior posição |
| ------------------------------------------- | ------------- |
| Alemanha (German Singles Chart)             | 2             |
| Áustrália (Australian Singles Chart)        | 2             |
| Áustria (Austrian Singles Chart)            | 1             |
| Bélgica ((Belgian (Flanders) Singles Chart) | 3             |
| Bélgica ((Wallonia) Singles Chart)          | 3             |
| EUA (Billboard Hot 100)                     | 28            |
| França (French Singles Chart)               | 3             |
| Irlanda (Irish Singles Chart)               | 4             |
| Itália (Italian Singles Chart)              | 1             |
| Nova Zelândia (New Zealand Singles Chart)   | 5             |
| Países Baixos (Dutch Top 40)                | 2             |
| Reino Unido (UK Singles Chart)              | 7             |
| Suécia (Swedish Singles Chart)              | 2             |
| Suíça (Swiss Singles Chart)                 | 2             |
| Chart (2013)                                | Maior posição |
| EUA (Billboard Latin Digital Songs)         | 14            |
| Chart (2014)                                | Maior posição |
| EUA (Billboard Latin Digital Songs)         | 17            |
| Chart (2015)                                | Maior posição |
| EUA (Billboard Latin Digital Songs)         | 31            |
| Chart (2016)                                | Maior posição |
| EUA (Billboard Latin Digital Songs)         | 27            |

## Vendas e certificações
| Região                                                                                             | Certificação | Vendas     |
| -------------------------------------------------------------------------------------------------- | ------------ | ---------- |
| Alemanha (BVMI)                                                                                    | 3× Ouro      | 750,000^   |
| Austrália (ARIA)                                                                                   | 3× Platina   | 210,000^   |
| Áustria (IFPI Áustria)                                                                             | Platina      | 30,000*    |
| Brasil (Pro-Música Brasil)                                                                         | Platina      | 60,000*    |
| Bélgica (BEA)                                                                                      | 2× Platina   | 100,000*   |
| Finlândia (IFPI Finlândia)                                                                         | Ouro         | 15,000     |
| França (SNEP)                                                                                      | Diamante     | 1,000,000* |
| Grécia (IFPI Grécia)                                                                               | Platina      | 30,000^    |
| Itália (FIMI)                                                                                      | Ouro         | 25,000*    |
| Noruega (IFPI Noruega)                                                                             | 3× Platina   | 30,000*    |
| Nova Zelândia (RMNZ)                                                                               | Platina      | 15,000*    |
| Países Baixos (NVPI)                                                                               | Platina      | 60,000^    |
| Reino Unido (BPI)                                                                                  | Platina      | 763,000    |
| Suécia (GLF)                                                                                       | 2× Platina   | 40,000^    |
| Suíça (IFPI Suíça)                                                                                 | 2× Platina   | 80,000^    |
| *números de vendas baseados somente na certificação ^distribuições baseadas apenas na certificação |              |            |